# Matts Rying
Matts Karl Gustaf Rying, född 14 september 1919 i Husby-Oppunda församling, Södermanlands län, död 9 juni 2000 i Enskede, var en svensk radiojournalist, poet och översättare. Han var son till överläraren Karl-Johan Rying och Märta (född Eriksson) samt bror till partiledaren Gunnar Heléns hustru Ingrid.
Efter studentexamen 1939 i Örebro inledde han akademiska studier och blev filosofie kandidat vid Stockholms högskola 1946. Han studerade också i Frankrike, Italien, Rumänien, Polen och Ryssland. Han var reporter för Röster i Radio & TV 1948–1970 samt Sveriges Radios kulturredaktion 1970–1984.
Som poet debuterade Matts Rying 1947 med diktsamlingen Söndagsskola. 1992 mottog han Sten Hagliden-priset.
Åren 1944–1957 var han gift med Gretchen Eriksson (1919–2007). 1957 gifte han om sig med Brita Nordström (1925–2005), tidigare gift med Åke Falck. Matts Rying hade flera barn, däribland kriminologen Mikael Rying i andra äktenskapet. Matts Rying är begravd på Skogskyrkogården i Stockholm.